# Alphonse Gerbaix de Sonnaz
Pour les articles homonymes, voir Gerbais et Gerbaix.
Pour les autres membres de la famille, voir Famille Gerbais de Sonnaz.
Alphonse Gerbaix de Sonnaz d'Habères (italianisé en Alfonso de Sonnaz (Gerbaix)), né en 1796 et mort en 1882, est un militaire et homme politique savoyard, issu de la noble famille Gerbais de Sonnaz.

## Biographie

### Origines
Alphonse Gerbaix de Sonnaz d'Habères naît en 1796, à Thonon. Il est le fils du général-comte Janus Gerbaix de Sonnaz (1736-1814), seigneur d'Habères, Buffavent, baron d'Arenthon, et de Christine de Maréchal, fille de Jacques Maréchal, comte de Somont/Saumont. Sur les six enfants du couple, on peut retenir trois de ses frères : Joseph Marie (1780-1861), militaire de carrière ; le général Hippolyte (1783-1871), militaire et homme politique savoyard puis français et le général Hector (1787-1867), militaire et homme politique italien. Il appartient à une branche cadette de la famille Gerbaix de Sonnaz.
Il épouse Marceline Carignant de Cianoc.
Il porte le titre de comte.

### Carrière
Alphonse Gerbaix de Sonnaz d'Habères fait ses premières armes dans le bataillon de volontaires pour libérer la Patrie, soulevé par son père en 1814, en vue du retour des Savoie dans le duché de Savoie et qui sera à l'origine de la nouvelle Brigade de Savoie,,.
Lors de l'élection pour la VIe législature, en novembre 1857, il est choisi par le collège de Thonon comme représentant de la Savoie au parlement du royaume de Sardaigne à Turin, pour la Ve législature. Il succède à son frère, le général Hippolyte Gerbaix de Sonnaz.
Alphonse Gerbaix de Sonnaz d'Habères meurt en 1882, à Thonon.